# Ksar

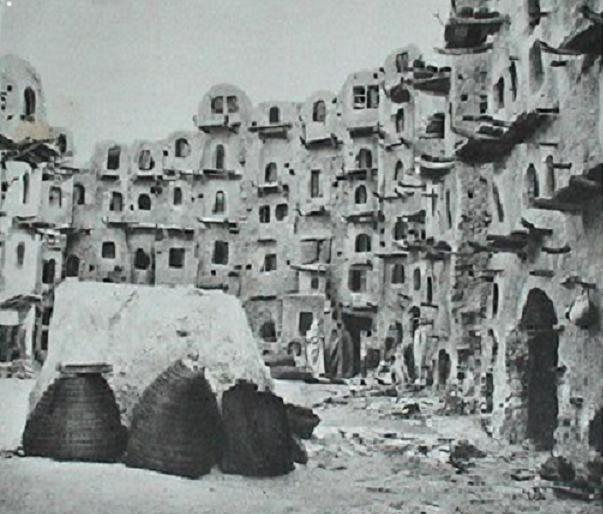
Ksar von Kabaw oder Cabao in Libyen (Aufnahme entstanden zwischen 1950 und 1960). Die außerordentlich imposante Speicherburg mit ihren – in bis zu fünf Ebenen übereinander angeordneten Ghorfas – ist nur noch in Resten erhalten.

Als Ksar (arabisch قصر, DMG qaṣr, Plural قصور, DMG quṣūr, in deutscher Schreibung Ksur oder in französischer Schreibung Ksour; Zentralatlas-Tamazight ⴰⵖⵔⵎ Aɣrem, Plural ⵉⵖⵔⵎⴰⵏ Iɣerman) werden traditionelle, ländliche befestigte Siedlungen oder Speicherburgen der Berber im Maghreb, also in den Ländern Marokko, Algerien, Tunesien, Libyen und Mauretanien bezeichnet.

## Wortbedeutung
Das hocharabische Wort qasr bezeichnet eine Burg oder ein königliches Schloss. Aus al-qasr leitet sich der spanische Begriff Alcázar („Festung“), mit agglutiniertem arabischen Artikel al-, her. Die Bezeichnung al-qasr wird aus dem lateinischen castra abgeleitet, einem Begriff, der zunächst (Feld-)Lager heißt, jedoch auch mit Burg oder Festung übersetzt wird.
Der aus dem Arabischen قصبة / qaṣba stammende Begriff Kasbah bezeichnet hingegen im gesamten Maghreb ursprünglich eine ausschließlich militärischen Zwecken dienende Festung. Diese kann innerhalb oder außerhalb von Städten liegen und diente häufig der besseren Kontrolle der Bevölkerung. Die Anwendung der Bezeichnung Kasbah auf ganze Stadtteile, die von Militärs und Hofbeamten sowie deren Familien bewohnt waren, ist eine spätere Bedeutungsentwicklung. Aus diesem Begriff leitet sich auch die spanische Bezeichnung Alcazaba ab.

## Funktion
Während der frühen islamischen Expansion (Futūḥ) bedeutete Ksar ein Militärlager. Die späteren Ksur dienten der Bevölkerung der nahegelegenen Siedlungen als Fluchtburg oder aber dem Schutz der in den zahlreichen Speicherkammern (ghorfas) deponierten Güter vor Angriffen verfeindeter Nachbardörfer oder vor räuberischen Nomadenstämmen.

## Architektur
Die Ksur des Maghreb sind – in Abhängigkeit von ihrer Lage, ihrer Funktion, vom Klima und/oder von den regional verfügbaren Baumaterialien (Steine, Lehm) – sehr unterschiedlich gestaltet:

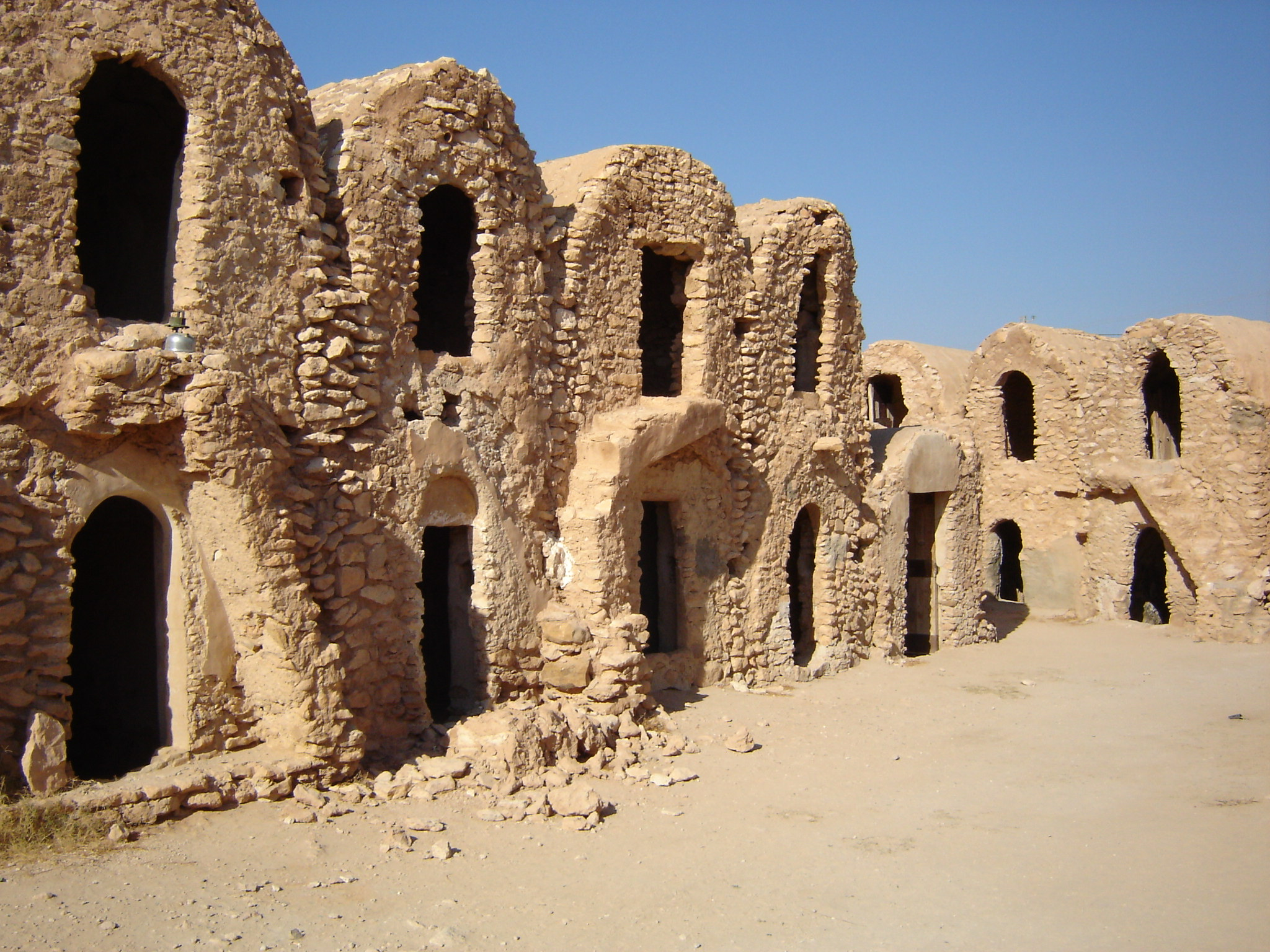
Ksar Haddada bei Tataouine in Südtunesien. Die Ghorfas der oberen Ebene waren über Treppen und – versetzbare – Leitern erreichbar.

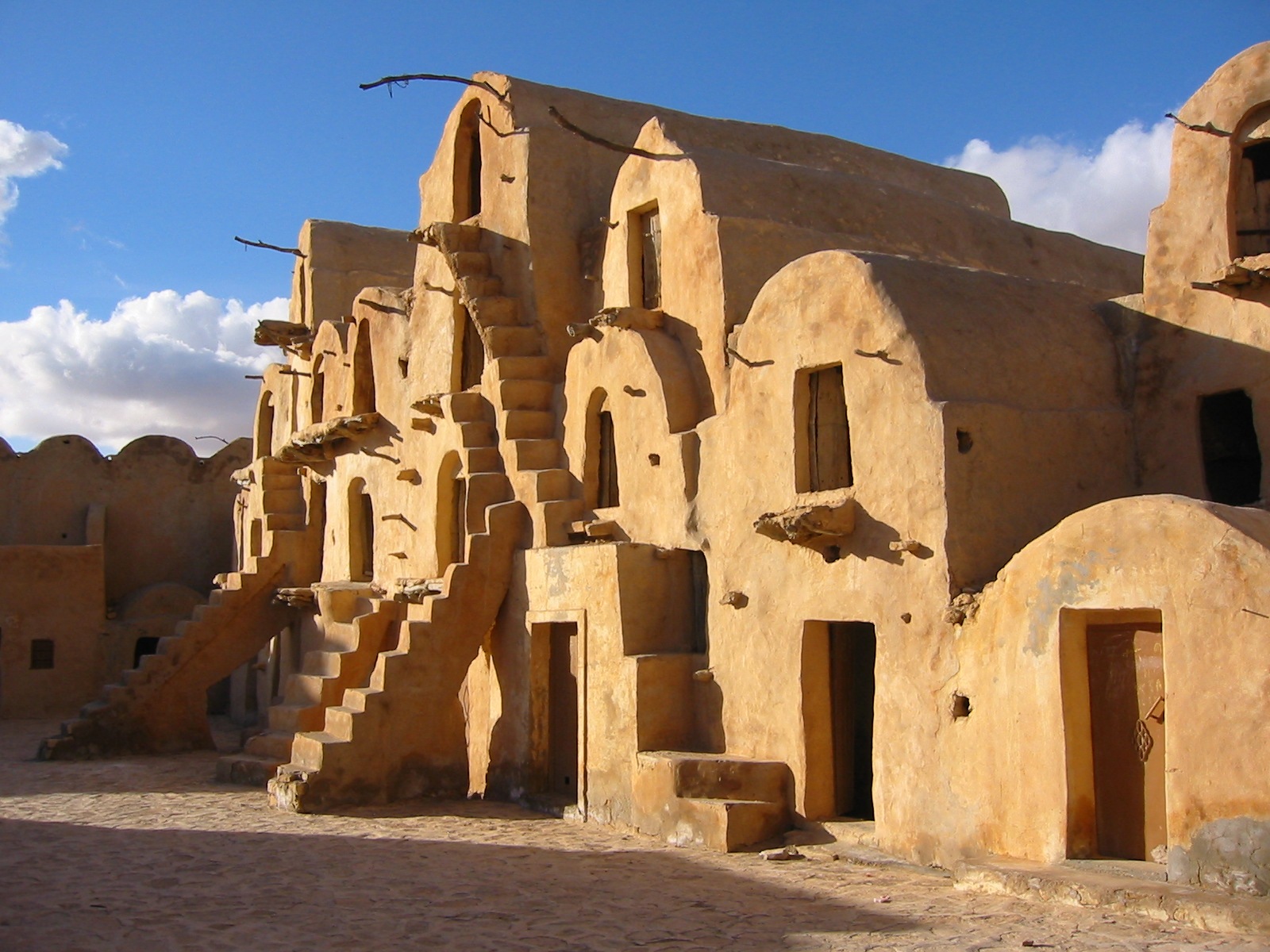
Ksar Ouled Soltane bei Tataouine

### Tunesien
Ein typischer – in seiner architektonischen Gestalt manchmal an römische Amphitheater (z. B. El Djem) erinnernder – tunesischer Ksar ist meist aus kleinen Steinen und etwas Erde als Mörtel erbaut und hat in der Regel nur einen einzigen Zugang. Die Außenwände der Speicherkammern (ghorfas) bilden eine geschlossene Außenmauer, die in vielen Fällen mit Lehm (im 20. Jahrhundert manchmal auch mit Zementmörtel) verputzt wurde. Im Inneren befindet sich ein großer offener – ovaler oder rechteckiger – Platz, um den herum sich die in zwei oder mehr Etagen übereinander angeordneten Speicherkammern gruppieren.
Die einheitliche geschlossene Bauweise der südtunesischen Ksur lässt die Vermutung zu, dass ihnen eine gemeinschaftliche und zukünftige Erweiterungen berücksichtigende Planung zugrunde lag, denn bei wachsender Bevölkerung und dem sich daraus ergebenden höheren Bedarf an Speicherkammern konnten bzw. mussten diese oben auf die bereits vorhandenen aufgesetzt werden. Die architektonische Grundstruktur des Ksar blieb in solchen Fällen jedoch unverändert.
Die Ksur Südtunesiens und Westlibyens liegen oft an den Karawanenstraßen durch die Sahara und dienten als Speicherburgen (vgl. Agadire), Handelsplätze und manchmal auch als religiöse Zentren. Im Regelfall waren sie unbewohnt und wurden – je nach Bedrohungslage – nur von einem oder mehreren Wächtern bewacht. Typische Beispiele für die Ksar-Architektur des Flachlandes sind die Ksur in oder bei Medenine.
In den Bergregionen Südtunesiens – vor allem im Dahar-Bergland – finden sich ähnliche Bauformen (z. B. in Ksar Haddada oder im Ksar Ouled Soltane). Allerdings gibt auch mehr oder weniger befestigte, aus Stein erbaute und ehemals ganzjährig bewohnte Bergdörfer, die ebenfalls als Ksar bezeichnet werden (z. B. Guermessa, Chenini oder Douiret). In ihrer über Jahrhunderte gewachsenen und verschachtelten Architektur unterscheiden sie sich grundlegend von den Ksur des Flachlandes. Beiden so unterschiedlichen Formen gemeinsam ist lediglich ihr Verteidigungscharakter.

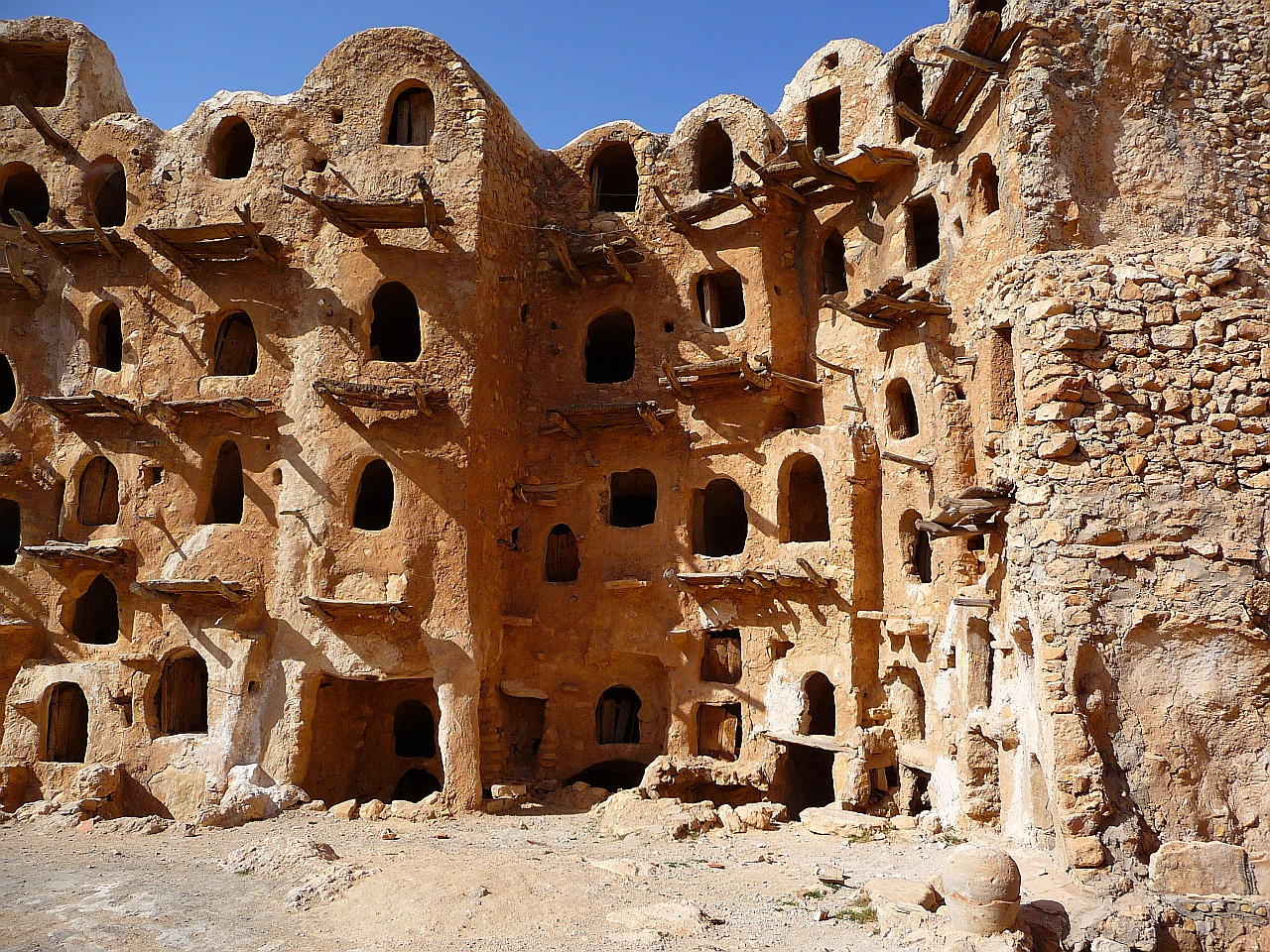
Ksar Kabaw/Cabao, Libyen

### Libyen
Im Westen Libyens existieren nur noch einige wenige – meist auf hohen Felsvorsprüngen erbaute – Ksur (z. B. Qasr Bou Neran, Qasr el-Hadj, Kabaw/Cabao), die in ihren Funktionen und ihrer architektonischen Gestalt denen im Süden Tunesiens vergleichbar sind. Der Ksar von Nalut unterscheidet sich insofern von den übrigen, als in seinem Inneren nachträglich ein weiterer ovaler Ring mit Speicherkammern eingebaut wurde, so dass – wie bei den Agadiren Marokkos – nur ein schmaler Gang mit Ghorfas auf beiden Seiten freibleibt.

### Algerien
Die meisten Speicherburgen Algeriens sind verschwunden. Ein erhaltenes Beispiel ist der wohl erst im 16. oder 17. Jahrhundert aus Bruchsteinen erbaute und mit einer dünnen Lehmschicht beworfene Ksar Draa nördlich der Oasenstadt Timimoun.

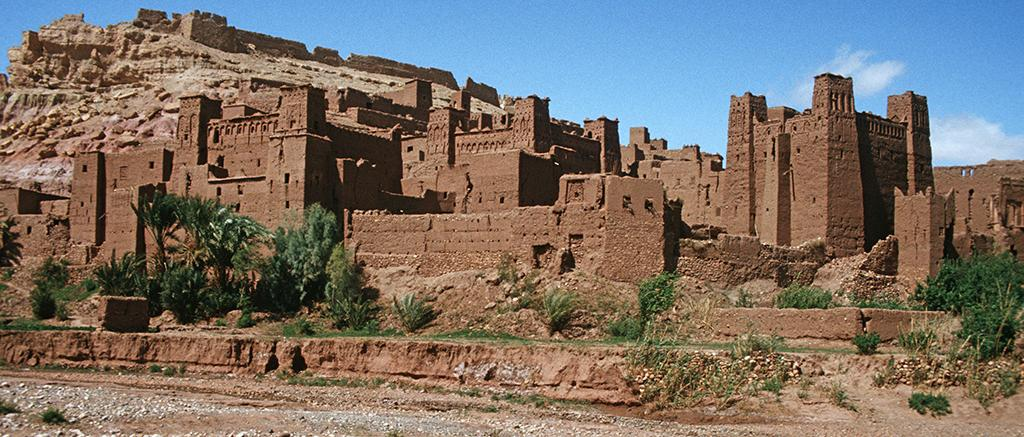
Ksar Aït Benhaddou, Marokko, Hoher Atlas. Der Hügel oberhalb des Ksar wird dominiert von einer Festung (kasbah) aus dem 17. Jh.

### Marokko
In Marokko bezeichnet der Begriff Ksar ein wehrhaftes, dauerhaft bewohntes Dorf, das aus mehreren – teilweise ineinander verschachtelten – Wohnburgen (Tighremts) bestehen kann (z. B. Ait Benhaddou, Hoher Atlas) oder aber – in einigen wenigen Fällen – von einem geschlossenen Mauerring umgeben ist (z. B. Tizourgane, Tiguida oder Aït Kine, Antiatlas).
Eine einheitliche Planung der marokkanischen Ksur ist nur bei den von den Alawiden erbauten Ksur in der Umgebung von Rissani (Ksar Abouam, Ksar Abbar u. a.) festzustellen. Bei den ländlichen Ksur Marokkos entstand lediglich der – allerdings nur selten vorhandene bzw. erhaltene – Mauerring in gemeinschaftlicher Arbeit. Unbewehrte Dörfer werden in Marokko meist als douar bezeichnet (z. B. Amtoudi).
Zahlreiche mehr oder weniger gut erhaltene bzw. restaurierte Ksur säumen die Straße von Agdz nach Zagora (z. B. Ksar Tamezmoute, Ksar Tansikht oder Ksar Oulad Othmane).

### Mauretanien
Die mauretanischen Ksur sind eher – aus Stein erbaute – Siedlungen (Handelsplätze), die sich im Lauf von Jahrhunderten zu kleinen Städten entwickelt haben. Die UNESCO hat die mauretanischen Ksur von Ouadane, Chinguetti, Tichitt und Oualata zum Weltkulturerbe erklärt.

## Heutiger Zustand
Aufgrund der Modernisierung der Lebensumstände und der Befriedung der Berberstämme sind alle Ksur des Maghreb funktionslos geworden. Hinzu kommen ausbleibende Regenfälle und eine stete Abwanderung der Bevölkerung in die Städte. Deshalb sind nahezu alle noch existierenden Ksur in argem Verfall begriffen. Ein Überleben dieser für die – nirgends schriftlich fixierte – Kulturgeschichte der Berber so charakteristischen Architektur wird wohl nur als Touristenattraktion oder als Filmkulisse möglich sein. So wurden etliche Szenen des Films Star Wars: Episode I – Die dunkle Bedrohung in den Ksur Südtunesiens (Ksar Haddada und Chenini) gedreht.